# Feuerwehr Gotha
Die Feuerwehr Gotha  besteht aus einer Berufsfeuerwehr (BF) und fünf Freiwilligen Feuerwehren (FF), die für die Brandbekämpfung und -verhütung, die Gefahrenabwehr und die Technische Hilfeleistung in der 45.000-Einwohner-Stadt Gotha verantwortlich sind.

## Geschichte
Die Stadt Gotha erfuhr im Laufe der Zeit vielfache Veränderungen durch Brände und Kriege. Stadt- und Straßenbrände von 1632, 1646 und 1665 zwangen die Landesherren, Verordnungen über das Feuerlöschwesen und Bauwesen zu erlassen. So ordnete Ernst der Fromme (1601–1675) die Errichtung von Brandmauern für zusammenstehende Gebäude an.
Im Jahr 1737 entstand unter Friedrich III. von Sachsen-Gotha-Altenburg erneut eine Feuerverordnung für das Herzogtum Gotha. Diese Verordnung regelte den Einsatz der Nachtwächter und Türmer der Stadt und der Dörfer des Gothaer Landes, um besonders auf Licht und Feuer zu achten. Im zweiten Kapitel der Verordnung wurde das Verhalten der Bevölkerung bei Feuer festgelegt.
Im Jahr 1786 wurden erstmals Männer vom Stadtrat zum ständigen Dienst an der Landschlangenspritze, einer Handdruckspritze mit Druckschläuchen, verpflichtet. Die Einsatzmannschaft bestand aus einem Spritzenmeister und 24 Mann zum Drücken und Schlauchtragen, außerdem vier Zugpferden, die, wenn nötig, bei der Post organisiert wurden.
Nachdem die von Ernst-Wilhelm Arnoldi in Gotha gegründete Feuerversicherungsbank im Jahr 1827 eine Hilfskompanie aus 12 Personen aufgebaut hatte, kam es bis 1830 zur Bildung weiterer Feuerkompanien und schließlich 1855 zur Gründung des Feuervereins durch Mechanicus Metz aus Heidelberg. Damit begann die Umgestaltung der Gothaer Feuerwehr.
Sie bestand im Jahr 1864 aus einem Branddirektor, 20 Oberfeuerwehrmännern, 80 Feuerwehrmännern sowie 400 Druckleuten; dieses Jahr gilt als Gründungsjahr der Gothaer Feuerwehr.
Durch Anbindung an das Eisenbahnnetz, Industrialisierung im Bereich Metall, Textil und Chemie, stieg die Anforderung an den Brandschutz. Ein gewaltiger Fortschritt war die Errichtung einer Hochdruckwasserleitung im Jahr 1873 mit einem Hochbehälter auf dem Krahnberg. Damit wurden Unterflurhydranten neu erschaffen. Im Jahr 1900 wurde eine Feueralarmanlage installiert. Sie ließ an verschiedenen Stellen der Stadt gleichzeitig elektrische Glocken ertönen. Drei Doppelschläge bedeuteten Landfeuer, sechs Doppelschläge riefen zur Brandbekämpfung in der Stadt.
Im 19. Jahrhundert bestand die Ausrüstung meist aus vierrädrigen Spritzen mit Saugwerk, einer zweirädrigen Abprotzspritze oder einem Hydrantenwagen. Im Jahr 1911 wurde eine kugelgelagerte 21-Meter-Magirus-Drehleiter beschafft, ein Jahr später der erste Motorspritzenwagen mit Rundlaufpumpe. Sie hatte eine Leistung von 1200 Liter Wasser pro Minute, 60 PS, einer Höchstgeschwindigkeit von ca. 40 km/h und Platz für 11 Feuerwehrleute und Gerätschaften.
Durch die stetige Weiterentwicklung der Technik wurde 1919 ein Mannschaftswagen und 1927 ein Löschzug mit zwei Motorspritzen beschafft.
Im Jahr 1938 kam es zur Übergabe einer Kraftspritze, da die aus dem Jahr 1912 bereits zerlegt war; es handelte sich um ein Fahrzeug von Daimler-Benz mit Metz-Aufbau. Sie konnte 2500 Liter Wasser pro Minute fördern. Aus dem gleichen Jahr kam die neun Tonnen schwere vollautomatische Motorleiter von Daimler-Benz/Metz mit einer Steighöhe von 26 Metern.
Das Jahr 1955 brachte der Feuerwehr den Neubau auf dem Sportplatz in der Oststraße, es verbesserte sich nicht nur die Unterbringung der Feuerwehrleute, sondern garantierte auch eine Pflege der Gerätschaften. Die neue Feuermelde- und Alarmzentrale (FMAZ) mit ihrer Funktechnik war ein wesentlicher Fortschritt.

## Berufsfeuerwehr
Die Berufsfeuerwehr Gotha gliedert sich in vier Beamte im gehobenen feuerwehrtechnischen Dienst und 29 Beamten im mittleren Dienst. Die Einsatzbeamten des mittleren Dienstes sind in drei Wachabteilungen aufgegliedert, die jeweils im 24-Stunden-Schichtdienst die Einsätze der Feuerwehr im Stadtgebiet Gotha abdecken.
Die Beamten des gehobenen Dienstes arbeiten im Tagesdienst und stellen zusätzlich eine Rufbereitschaft für besondere Einsatzlagen.
Jährlich leistet die Berufsfeuerwehr Gotha rund 1150 Brand- und Hilfeleistungen.

### Fuhrpark
Der Fuhrpark der Berufsfeuerwehr besteht aus folgenden Feuerwehrfahrzeugen und Abrollbehältern:
- KDOW Florian Gotha 10/1 VW Golf VII Variant Alltrack
- KDOW Florian Gotha 10/2 VW Caddy III
- HLF 20 Florian Gotha 44 MAN/Ziegler
- TLF 4000 Florian Gotha 24 MAN/BAI
- DLK 23/12 CC Florian Gotha 33 Iveco
- RW 1 Florian Gotha 71 Iveco
- KLAF Florian Gotha 73 Iveco
- GW Mess Florian Gotha 57 MAN
- WLF Florian Gotha 65 Iveco
- AB Schlauch
- AB Rüst
- AB Mulde
- AB Gefahrgut
- MZB Florian Gotha 76

## Freiwillige Feuerwehr
Die Freiwillige Feuerwehr Gotha besteht aus fünf Freiwilligen Feuerwehren, die in der Stadtmitte und den Ortsteilen Siebleben, Uelleben, Boilstädt und Sundhausen stationiert sind.
Die fünf Freiwilligen Feuerwehren sind in zwei Löschzüge zusammengefasst, wobei die Feuerwehren Stadtmitte und Siebleben den Löschzug 1 bilden und die Feuerwehren Sundhausen, Uelleben und Boilstädt den Löschzug 2. Die Einsatzbereitschaft des jeweiligen Löschzuges wechselt wöchentlich.
Die ca. 130 Mitglieder werden rund 200-mal im Jahr zu Einsätzen der Berufsfeuerwehr hinzugezogen.
Alle Freiwilligen Feuerwehren unterhalten eine Jugendfeuerwehr mit insgesamt ca. 50 Mitgliedern. Die Ausbildung wird teilweise von der Berufsfeuerwehr übernommen.
Folgende Fahrzeuge stehen den Freiwilligen Feuerwehren zur Verfügung:

### Stationierung
Feuerwehr Gotha-Stadtmitte:
- LF 10 MAN (Florian Gotha-Stadtmitte 42)
- MTF Ford Transit (Florian Gotha-Stadtmitte 19)
- GW-L2 Bahn MAN (Florian Gotha 68)

Feuerwehr Gotha-Siebleben:
- HLF 20/16 Mercedes Atego (Florian Gotha-Siebleben 44)

> ehem. Fahrzeug der Berufsfeuerwehr (Florian Gotha 44)
- MTF Opel Vivaro (Florian Gotha-Siebleben 19)
- ELW 1 Mercedes-Benz Sprinter (Florian Gotha-Siebleben 11)

Feuerwehr Gotha-Sundhausen:
- HLF 10 MAN Rosenbauer (Florian Gotha-Sundhausen 43)
- MTF Ford Transit (Florian Gotha-Sundhausen 19)
- TLF H3A (Historisches Fahrzeug)
- STA Schlauchtransportanhänger
- VTA 60 Ventilatorgerätanhänger
- BHP 25 Behandlungsplatz (Katastrophenschutzanhänger für einen Behandlungsplatz für 25 Patienten pro Stunde). Eigentümer des Anhängers ist der Landkreis Gotha und wird von der Feuerwehr Sundhausen mitgeführt und besetzt.

Feuerwehr Gotha-Boilstädt:
- MLF MAN (Florian Gotha-Boilstädt 41)
- MTF Ford Transit (Florian Gotha-Boilstädt 19)

Feuerwehr Gotha-Uelleben:
- TLF 16/24-Tr. Mercedes Atego (Florian Gotha-Uelleben 22)
- KLF-TH Mercedes Sprinter (Florian Gotha-Uelleben 40), ehemaliges Fahrzeug der FF Gotha-Boilstädt (Florian Gotha-Boilstädt 47)
- 2 Feldküchen für Verpflegungszug des Katastrophenschutzes